# Spoorlijn Marienborg - Leangen (Trondheim)
De spoorlijn Marienborg - Leangen (Noors: Stavne–Leangenbanen) is een Noorse spoorlijn  rond de stad Trondheim. De lijn maakt het mogelijk station Trondheim Centraal te passeren. De lijn loopt vanaf Marienborg tot Leangen. Aan de westzijde is een dubbele aansluiting naar Trondheim Centraal en naar het zuiden, aan de oostzijde een enkele aansluiting op Meråkerbanen.

## Geschiedenis
De eerste plannen voor deze lijn stammen uit de jaren twintig van de twintigste eeuw. De lijn zou het mogelijk maken om met goederentreinen het centrum van Trondheim te mijden. Tijdens de  tweede wereldoorlog werd die noodzaak nog sterker gevoeld. Met de bouw werd begonnen in 1940. Het traject werd door de Norges Statsbaner op 2 juni 1957 geopend.
Aan de lijn ligt een halte, Lerkendal, naast het gelijknamige stadion. Het grootste deel van de lijn bestaat uit een spoortunnel van 2,7 kilometer.

## Aansluitingen
In de volgende plaatsen was of is er een aansluiting van de volgende spoorwegmaatschappijen:

### Trondheim

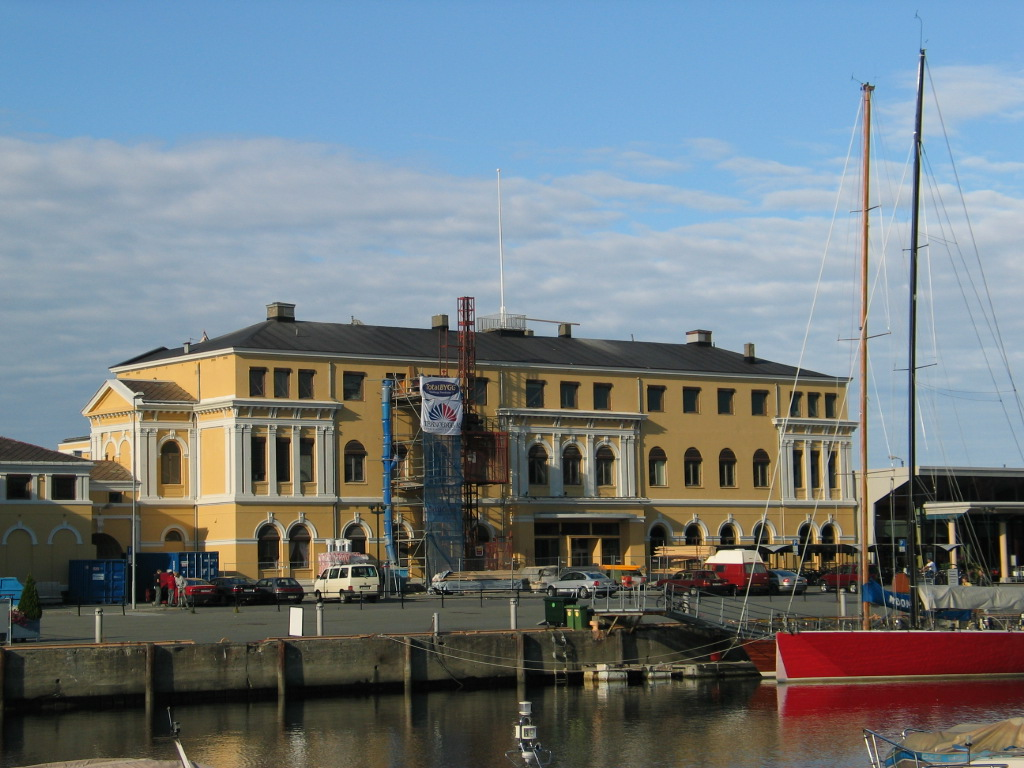
station Trondheim

- Meråkerbanen, spoorlijn tussen Trondheim en Storlien
- Dovrebanen, spoorlijn tussen Oslo en Trondheim
- Nordlandsbanen, spoorlijn tussen Bodø en Trondheim
- AS Gråkallbanen, regiotram in Trondheim